# Chr. A. Volf
Christian Adolf Volf (23. juni 1894 i Hellerup – 1967) var en dansk-amerikansk autodidakt græsrodsfysiker. Han er søn af småkagefabrikant Karen Volf.
Chr. A. Volf blev af sin familie sendt til USA som syttenårig. Forældrene opfattede ham som adfærdsvanskelig. Han slog sig ned i Philadelphia og senere i det sydlige Californien. Volf videreførte her de fysiske eksperimenter – navnlig med lyd og lydgivere – som var blevet hans familie for meget.
Midt i 1930-erne indspillede han sine Volf Acoustic Records og udviklede et fysiologisk-diagnostisk system, som byggede på test dels med audiometer, dels med den stemmegaffel, som også hørelæger og neurologer anvender.
I 1944 fremlagde han Volfs paradoks i form af essayet ”A Theory of Equilibrium as the Fourth Dimension of Hearing”.
I 1950-erne vendte han tilbage til Danmark og indledte reelle fysiologiske behandlinger af bogligt handicappede – såkaldt ordblinde – børn og unge med de førnævnte grammofonpladeoptagelser Volf Acoustic Records. Han vakte betydelig opmærksomhed, men var selv ude af stand til at give fyldestgørende forklaring på såvel sin diagnostik som på sine behandlinger, som i øvrigt viste sig virkningsfulde over for højtlæsningsevne ved ørelæge Buch-Sørensens lægeligt kontrollerede forsøg ved skolevæsenet i Fredericia i 1961. Et forsøg som var iværksat af Undervisningsministeriet.
Et senere forsøg med at anvende Volfs diagnostik til at udskille bogligt handicappede børn, som den daværende undervisningsminister sammen med Volfs tilhængere – mod Volfs vilje og mod hans protest – havde tvunget Danmarks pædagogiske Institut til at gennemføre, viste at Volfs test ikke lod sig bruge til dette formål. Noget som også på forhånd havde været Volfs egen mening.
Volf flyttede herefter tilbage til Santa Barbara i det sydlige Californien, hvor han døde.

## Betydningen af Volfs arbejder
Volfs teorier vandt aldrig større udbredelse, hverken i hans samtid eller i hans eftertid.
Dels levede hans teorier og metoder ikke op til samtidens normer for videnskabeligt arbejde, og dels passede hans forklaringsmodeller ikke med ekstisterende etableret viden i samtiden.
Volfs teorier og metoder har i dag ingen plads i den etablerede videnskab, og det er tvivsomt om Volf arbejde berettiger en plads i videnskabshistorien.
Men Volfs diagnistik og behandlingsmetoder (Volfairmetoden) praktiseres fortsat af en lille kreds af tilhængere. Der findes fortsat ingen videnskabeligt dokumentation for, at metoden virker.

## Ekstern henvisning
- Eastward the Tots and Sots Arkiveret 30. juni 2013 hos  hos Archive.is (artikel om Chr. A. Volf i TIME d. 10. juli 1944) (engelsk)